# Alfreð Finnbogason
Alfreð Finnbogason, född 1 februari 1989 i Grindavík, är en isländsk fotbollsspelare som spelar för belgiska Eupen.

## Klubbkarriär
Finnbogason skrev kontrakt med SC Heerenveen till och med 2015. Under sin första säsong gjorde han 24 mål på 31 matcher i Eredivisie. Under sin andra säsong spelade han 31 matcher och gjorde 29 mål.
Den 18 augusti 2023 värvades Finnbogason av belgiska Eupen, där han skrev på ett tvåårskontrakt.

## Landslagskarriär
Alfreð Finnbogason gjorde debut för Islands U21-fotbollslandslag mot Färöarna 2009. Hans första mål gjordes den 8 september 2009 inför U21-Europamästerskapet i fotboll 2011 i grupp 5 i matchen mot Nordirland.
Han deltog i Världsmästerskapet i fotboll 2018 där han i Islands första VM-match mot Argentina den 16 juni 2018 gjorde Islands första och enda mål i matchen som slutade oavgjort.